# 中道信号場
中道信号場（なかみちしんごうじょう）は、福岡県福岡市東区大字西戸崎にある、九州旅客鉄道（JR九州）香椎線の信号場。

## 歴史
海ノ中道駅が移転したため、旧駅位置に当信号場が設けられた。
- 1988年（昭和63年）7月14日：開設[1]。

## 構造
2線の信号場。現在は下り（香椎・宇美方面）の列車が停車して、上り（西戸崎方面）の列車を待避する方式で運転されている。

## 隣の駅
九州旅客鉄道（JR九州）
■香椎線
海ノ中道駅（JD02） - 中道信号場 - 雁ノ巣駅（JD03）